# Láz (okres Třebíč)
Obec Láz (starší názvy též Laz, Laass, Lass, Laas) se nachází v okrese Třebíč v Kraji Vysočina. Vesnice se nachází 6,5 km na jih od Moravských Budějovic a těsně sousedí s Novými Syrovicemi. Žije zde 295 obyvatel.
Slovo láz (lazec, mn. č. lazce) v češtině i v jiných slovanských jazycích znamená pole nebo louku vzniklou vykácením nebo vypálením lesa, případně pole u lesa.
Sousedními obcemi sídla jsou Blížkovice, Častohostice a Nové Syrovice.

## Geografie
Ze západu na východ prochází přes území obce silnice z Nových Syrovic do Blížkovic, jižně ze zastavěného území obce vede užitková silnice a pak polní cesta k PR Habrová Seč, přes území obce vede cyklostezka Krumlovsko-Jevišovicko. 
Většina území obce je využívána zemědělsky, les je jen u Hájského rybníka, velmi zalesněná oblast se nachází těsně za jižní hranicí území obce. Malý izolovaný lesík je jižně od zastavěného území obce. Na jižním okraji zastavěného území obce se nacházejí objekty bývalého JZD.
Ze západu na území obce přitéká Syrovický potok, ze západu pak přitékají i dva nepojmenované potoky, které jsou jeho zdrojnicí a vlévají se do něj východně od zastavěného území obce. Na jedné ze zdrojnic se těsně za západní hranicí území obce nachází Nový rybník. Na Syrovickém potoce se na východním okraji území nachází Hájský rybník. Jižně od zastavěného území obce pramení nepojmenovaný potok, který se pak východně od území obce vlévá do Ctidružického potoka. Část jižní hranice obce tvoří Spetický potok, ten se pak těsně za hranicí obce vlévá do Ctidružického potoka, který teče také téměř podél hranic území obce. Severní hranice území obce je tvořena řekou Jevišovkou, k severní hranici těsně přiléhají Krnčický rybník a rybník Stříbrňák. 
Území obce je prakticky rovinaté, jeho nadmořská výška se pohybuje okolo 440 metrů nad mořem. 
Zastavěné území obce Láz se nachází na západním okraji území obce a těsně přiléhá k zastavěnému území obce Nové Syrovice, vesnice tvoří souvisle zastavěnou plochu. Těsně za severní hranicí území obce se u Krnčického rybníka nachází Krnčický mlýn a u Hájského rybníka se nachází Hájský mlýn.

## Historie
Na místě obce dříve stál dvůr Lazce, podle něj snad byla obec pojmenována. První písemná zmínka o obci pochází z roku 1498 (ves Laz), kdy je zmíněna jako součást zboží, které Vladislav II. uvolil z manství Jindřicha z Lichtenburka, v tu dobu Lazce byly součástí 1510 součástí bítovského panství. V roce 1510 byly Láz a Syrovice prodány Půtou z Lichtenburka do rukou Janu Mstěnickému z Mstěnic. Následně pak Lazec resp. Láz patřily do syrovického panství a roku 1547 bylo syrovické panství prodáno Václavu z Lichtenburka. Jeho neteř pak roku 1575 Syrovice prodala Volfu Štrejnovi ze Švarcenavy a roku 1607 pak Lazec, Syrovice, Častohostice a Krnčice zakoupil Jan Čejka z Olbramovic. Tomu pak po bitvě na Bílé hoře bylo panství zkonfiskováno a prodáno Adamu Gabelhouerovi, posléze pak Láz a další součásti syrovického panství patřily Janu Reinhartovi z Schaumburku a v roce 1683 pak patřilo pánům z Ostašova. V roce 1786 pak zakoupil syrovické panství hrabě Jan Jindřich Nimptsch, Nimptschové pak byli majiteli panství až do roku 1916, kdy jej zakoupil Josef Volfgang Maria Stubenberg. V roce 1900 byl postaven v obci mlýn, v roce 1911 sklad piva a roku 1931 byla vesnice elektrifikována. V roce 1956 bylo v obci založeno JZD, ale již roku 1962 bylo začleněno do JZD Nový směr se sídlem v Nových Syrovicích a posléze se pak tato JZD začlenila do JZD v Moravských Budějovicích.
Na počátku 19. století byla postavena dřevěná zvonička a na konci 18. století byla postavena poklona u silnice. Po druhé světové válce byla odhalena pamětní deska obětem války.
Do roku 1849 patřil Láz do novosyrovického panství, od roku 1850 patřil do okresu Znojmo, pak do okresu Moravské Budějovice, pak od roku 1960 do okresu Třebíč. Mezi lety 1850 a 1869 patřil Láz pod Nové Syrovice a mezi lety 1964 a 1990 byla obec začleněna opět pod Nové Syrovice, následně se obec osamostatnila.
V roce 1934 byl v obci založen Sbor dobrovolných hasičů, který je aktivní dodnes. Podílí se na pořádání většiny kulturních a společenských akcí. Členská základna k 1. lednu 2024 čítala 68 členů, z toho 15 žen a 53 mužů.[zdroj?] V roce 2022 se pustili členové sboru do výstavby nové hasičské zbrojnice, která byla slavnostně odhalena při devadesátém výročí od založení sboru.[zdroj?]
Od roku 2000 se obec stala členem Moravskobudějovického mikroregionu.  
V roce 2020 byla dokončena přestavba bývalé prodejny smíšeného zboží na společenský prostor – klubovnu.[zdroj?] V roce 2021 bylo vystavěno nové víceúčelové hřiště s umělou trávou[zdroj?] a o rok později došlo k otevření nového dětského a workoutového hřiště na návsi.[zdroj?]
| Rok            | 1869 | 1880 | 1890 | 1900 | 1910 | 1921 | 1930 | 1950 | 1961 | 1970 | 1980 | 1991 | 2001 | 2011 | 2016 |
| Počet obyvatel | 303  | 302  | 311  | 314  | 305  | 314  | 323  | 293  | 319  | 311  | 300  | 283  | 280  | 281  | 285  |

## Politika

### Volby do Poslanecké sněmovny
|       | 2006                | 2010                | 2013                | 2017                | 2021                 |
| ----- | ------------------- | ------------------- | ------------------- | ------------------- | -------------------- |
| 1.    | ČSSD (43,47 %)      | ČSSD (23,27 %)      | ČSSD (25,62 %)      | ANO (29,81 %)       | ANO (37,33 %)        |
| 2.    | ODS (23,6 %)        | ODS (16,98 %)       | ANO 2011 (18,75 %)  | ČSSD (13,66 %)      | SPOLU (21,33 %)      |
| 3.    | KDU-ČSL (14,28 %)   | KSČM (14,46 %)      | KSČM (16,25 %)      | SPD (11,8 %)        | Piráti+STAN (12,0 %) |
| účast | 72,20 % (161 z 223) | 70,13 % (161 z 231) | 70,74 % (162 z 229) | 68,51 % (161 z 235) | 65,79 % (150 z 228)  |

### Volby do krajského zastupitelstva
|      | 1.                 | 2.                    | 3.                       | účast               |
| ---- | ------------------ | --------------------- | ------------------------ | ------------------- |
| 2000 | 4KOALICE (35,95 %) | ODS (26,96 %)         | SNK (12,35 %)            | 40 % (90 z 225)     |
| 2004 | KDU-ČSL (27,63 %)  | ODS (26,31 %)         | ČSSD (13,15 %)           | 33,48 % (76 z 227)  |
| 2008 | ČSSD (34,25 %)     | ODS (21,29 %)         | KDU-ČSL (13,88 %)        | 45,57 % (108 z 237) |
| 2012 | ČSSD (25,89 %)     | KDU-ČSL (21,42 %)     | KSČM (16,96 %)           | 48,7 % (112 z 230)  |
| 2016 | STO (21,42 %)      | ANO 2011 (20,4 %)     | ČSSD (16,32 %)           | 42,98 % (101 z 235) |
| 2020 | ANO (25,97 %)      | STAN+SNK ED (23,37 %) | ODS+STO (18,18 %)        | 33,77 % (78 z 231)  |
| 2024 | ANO (32,65 %)      | STAN+SNK ED (26,53 %) | ODS+TOP 09+STO (19,38 %) | 43,61 % (99 z 227)  |

### Prezidentské volby
V prvním kole prezidentských voleb v roce 2013 první místo obsadil Miloš Zeman (61 hlasů), druhé místo obsadil Jan Fischer (30 hlasů) a třetí místo obsadil Jiří Dienstbier (27 hlasů). Volební účast byla 74,89 %, tj. 170 ze 227 oprávněných voličů. V druhém kole prezidentských voleb v roce 2013 první místo obsadil Miloš Zeman (108 hlasů) a druhé místo obsadil Karel Schwarzenberg (47 hlasů). Volební účast byla 67,69 %, tj. 155 ze 229 oprávněných voličů.
V prvním kole prezidentských voleb v roce 2018 první místo obsadil Miloš Zeman (71 hlasů), druhé místo obsadil Jiří Drahoš (31 hlasů) a třetí místo obsadil Pavel Fischer (18 hlasů). Volební účast byla 66,53 %, tj. 157 ze 236 oprávněných voličů. V druhém kole prezidentských voleb v roce 2018 první místo obsadil Miloš Zeman (110 hlasů) a druhé místo obsadil Jiří Drahoš (67 hlasů). Volební účast byla 74,37 %, tj. 177 ze 238 oprávněných voličů.
V prvním kole prezidentských voleb v roce 2023 první místo obsadil Andrej Babiš (83 hlasů), druhé místo obsadil Petr Pavel (45 hlasů) a třetí místo obsadila Danuše Nerudová (27 hlasů). Volební účast byla 79,66 %, tj. 188 ze 236 oprávněných voličů. V druhém kole prezidentských voleb v roce 2023 první místo obsadil Andrej Babiš (94 hlasů) a druhé místo obsadil Petr Pavel (84 hlasů). Volební účast byla 77,06 %, tj. 178 ze 231 oprávněných voličů.

## Pamětihodnosti
- Dřevěná zvonička na návsi z počátku 19. století
- Poklona u silnice do Nových Syrovic z konce 18. století
- Pamětní deska na počest obětí druhé světové války

## Osobnosti
- Jaromír Kapinus (* 1922), pedagog
- Josef Kapinus (1900–1968), pedagog, spisovatel, malíř a sochař
- Josef Nejedlík (1909–1942), novinář, odbojář
- Anton Nejedlik (1883–1967), sportovec, vzpěrač